# 冷雪艳
冷雪艳（1972年2月14日—）[nb]，中国前田径运动员，专项为400米栏。她是1994年亚洲运动会的冠军和1993年亚洲田径锦标赛的亚军。1993年她创下54.52秒的个人最好成绩。她也是亚运会的1600米接力赛跑金牌得主。

## 生涯
冷雪艳的第一枚国际奖牌在北京的1990年亚洲青少年田径锦标赛上获得。她以57.59秒赢得400米栏金牌。这成为十多年的锦标赛纪录，直至2004年被另一中国跨栏选手王星打破。她在1993年中华人民共和国全国运动会上作为成年选手参赛，以54.52秒获得第三，当时的冠军韩青创下了亚洲纪录。这一成绩使冷雪艳在当赛季该项目排名全球第十。
在数月后的1993年亚洲田径锦标赛上，她迎来成年国际首秀。在马尼拉，她引领中国队冲击400米栏，仅次于哈萨克斯坦的娜塔莉亚·托尔希娜，夺得银牌。在1994年，她以56.28秒在中国田径锦标赛赢得第一个也是唯一一个全国冠军。这使她被选入中国队参加当年的亚洲运动会。
在400米栏中，冷雪艳击败托尔希娜和中華臺北的许沛晴，成为亚洲运动会冠军，成为继首届冠军谌欣和上届冠军陈菊英之后第三个夺冠的中国女运动员。她55.26秒的夺冠成绩是亚洲纪录，保持了20年，才在2014年被凯米·阿德科亚（为巴林效力的生于尼日利亚的选手）超越。冷雪艳起初是作为仅次于韩青的亚军完赛，但韩青随后因禁药被取消资格并禁赛。在和张恒运、曹春英和马玉芹组成的中国1600米接力赛跑队中，她跑第一棒，以创运动会纪录的3分29秒11赢得金牌，这也是冷雪艳在该赛事中的第二枚金牌。尽管当时只有22岁，这却是她生涯最后的大赛奖牌，1994年成为她最后一次位列全球运动员前二十名。

## 全国成绩
- 中国田径锦标赛
  - 400米栏：1994年

## 国际战绩
| 年   | 賽事               | 舉辦城市     | 名次  | 項目    | 記錄                         |
| ---- | ------------------ | ------------ | ----- | ------- | ---------------------------- |
| 1990 | 亚洲青年田径锦标赛 | 中国北京     | 第1名 | 400米栏 | 57.79 （锦标赛纪录）         |
| 1993 | 亚洲锦标赛         | 菲律宾马尼拉 | 第2名 | 400米栏 | 57.02                        |
| 1994 | 亚洲运动会         | 日本广岛     | 第1名 | 400米栏 | 55.26 （亚洲运动会赛会纪录） |

## 外部連結
- 冷雪艳在World Athletics（英语）